# 蔡瀾

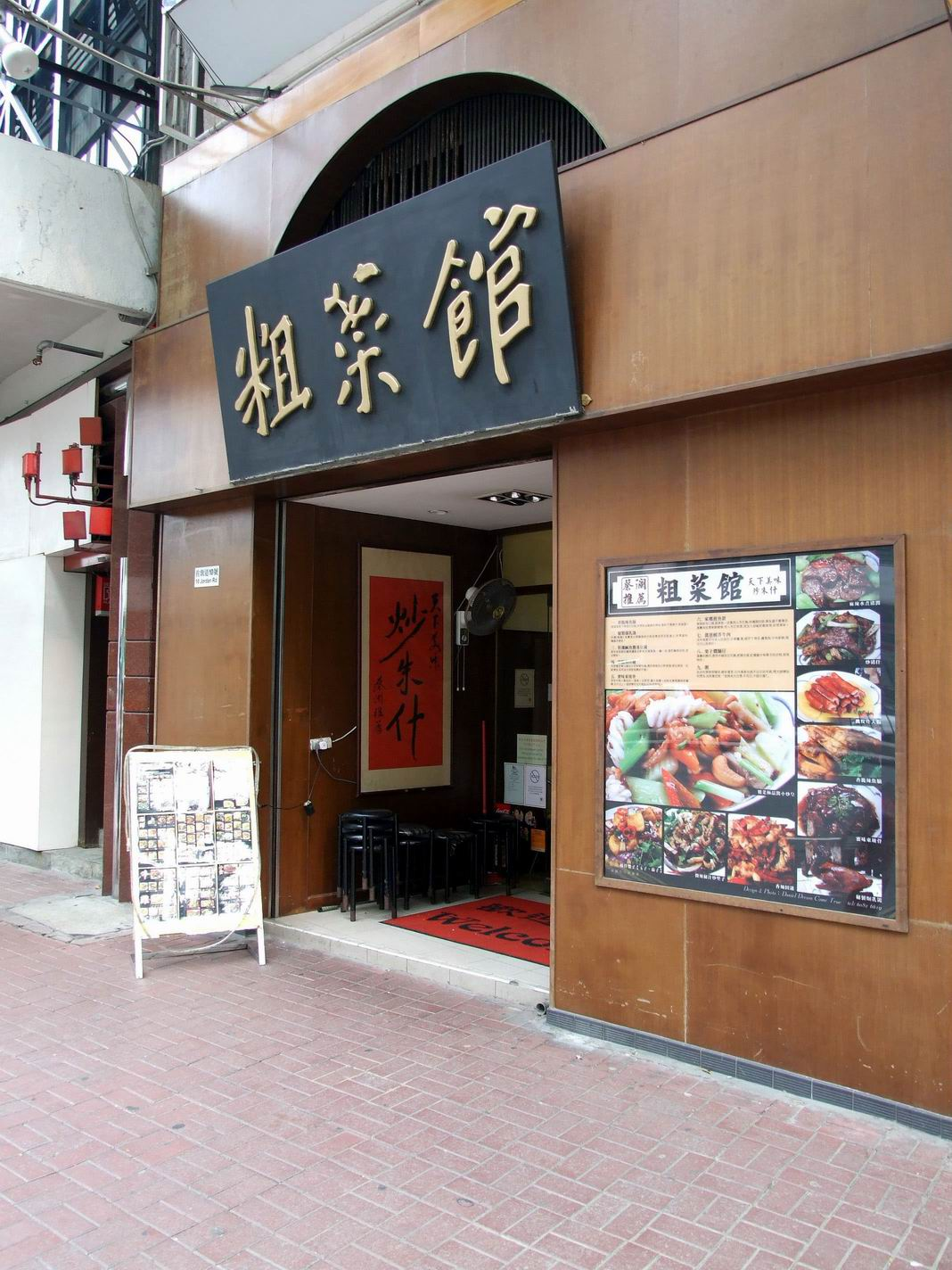
「粗菜館」可見蔡瀾題字「炒朱什」。

蔡瀾（英語：Chua Lam；1941年8月18日—2025年6月25日），著名美食評論家、作家、電影製片人、旅遊節目主持人及飲食節目主持人。其籍貫廣東潮州，生於新加坡，大學於日本留學，畢業後定居香港，此後也長年活躍於香港文化與媒體領域。
蔡瀾於文化界交遊甚廣，連同金庸、倪匡和黄霑三人相熟且並列为「香港四大才子」，1989年至1990年間更與後兩者一同主持亞洲電視經典成人清談節目《今夜不設防》，廣受觀眾歡迎並被傳媒並稱為「香港三大名嘴」。

## 生平

### 早年
父親蔡文玄（1907—1995）早年從潮安县的照門蔡村移居至南洋，是一位詩人，筆名柳北岸，後來在邵氏片場的一個分行做幹事。母親洪芳娉（1909—2008）則是小學校長。蔡瀾在家中排行第三，主要由奶媽照顧成長。其兄为蔡丹（1935—1998），其姐蔡亮（1934—）曾任新加坡較大学府之一的南洋女中的校长，其弟蔡萱（1947—2025）为新加坡高级电视监制。蔡瀾的妻子張瓊文是電影監製。
蔡瀾出生於新加坡，父親原本為他取名蔡南，寓意在南洋出世。因為當名字送回老家祠堂報祖時才發現前兩代祖先中已有同名者，所以不能使用蔡南。然而出生證上已登記為Chua Lam，最後便改名蔡瀾。蔡瀾小時候住在一家戲院樓上，隨時都看到銀幕，從此電影越看越狂熱。又受到父親的影響，看書甚多，14歲時在《南洋商報》發表第一篇文章。因為他不愛唸書，所以讀過數間小學。中學時期入讀位於武吉知馬的新加坡南洋華僑中學（上午學中文，下午到另一間學校學英文）。蔡瀾原希望到法國學畫，但18歲時決定前往日本留學，在日本大學藝術學部攻讀電影科編導系，亦半工讀為邵氏電影公司工作，擔任駐日本經理及翻譯。

### 移居香港及電影製作
1963年定居香港，擔任邵氏公司製作經理，任職20年，後來鄒文懷成立嘉禾電影公司，邀蔡瀾出任電影製作部副總裁，參加多部電影的製作，在嘉禾時期蔡瀾監製過一系列成龍電影，也曾製作不少較另類的電影（如《力王》、《聊斋艳谭》、《南京的基督》）。期間住過西班牙、南斯拉夫、泰國和澳洲，這樣一晃又是20年。後來發現電影為群體製作，少有突出個人的例子，令蔡瀾逐漸感到無味，遂拿起筆桿子寫稿。

### 寫作生涯
1980年代開始寫作，並推出過很多作品，內容以食經及遊記為主。最早在《東方日報》《明報》撰寫專欄，後來在《壹週刊》《蘋果日報》創刊後一直撰寫雜文及食評專欄。

### 電視節目
1989-1990年連同黃霑及倪匡主持亞洲電視清談節目《今夜不設防》，訪問過周潤發、成龍等嘉賓。蔡瀾最崇拜金庸先生，曾稱有幸成為他的好友之一。
1997年主持無綫電視製作的清談節目《蔡瀾人生真好玩》，次年主持由國泰航空贊助的旅遊飲食節目《蔡瀾嘆世界》。蔡瀾亦曾任日本富士電視台美食節目《料理鐵人》的評審。
2007年主持《蔡瀾逛菜欄》飲食節目及出版《蔡瀾的生活方式》。2008年主持《蔡瀾嘆名菜》飲食節目。2011年擔任亞洲電視旅遊節目《蔡瀾亞洲一樂也》主持。2012年担任中央电视台纪录片《舌尖上的中国》总顾问。

### 進軍飲食業

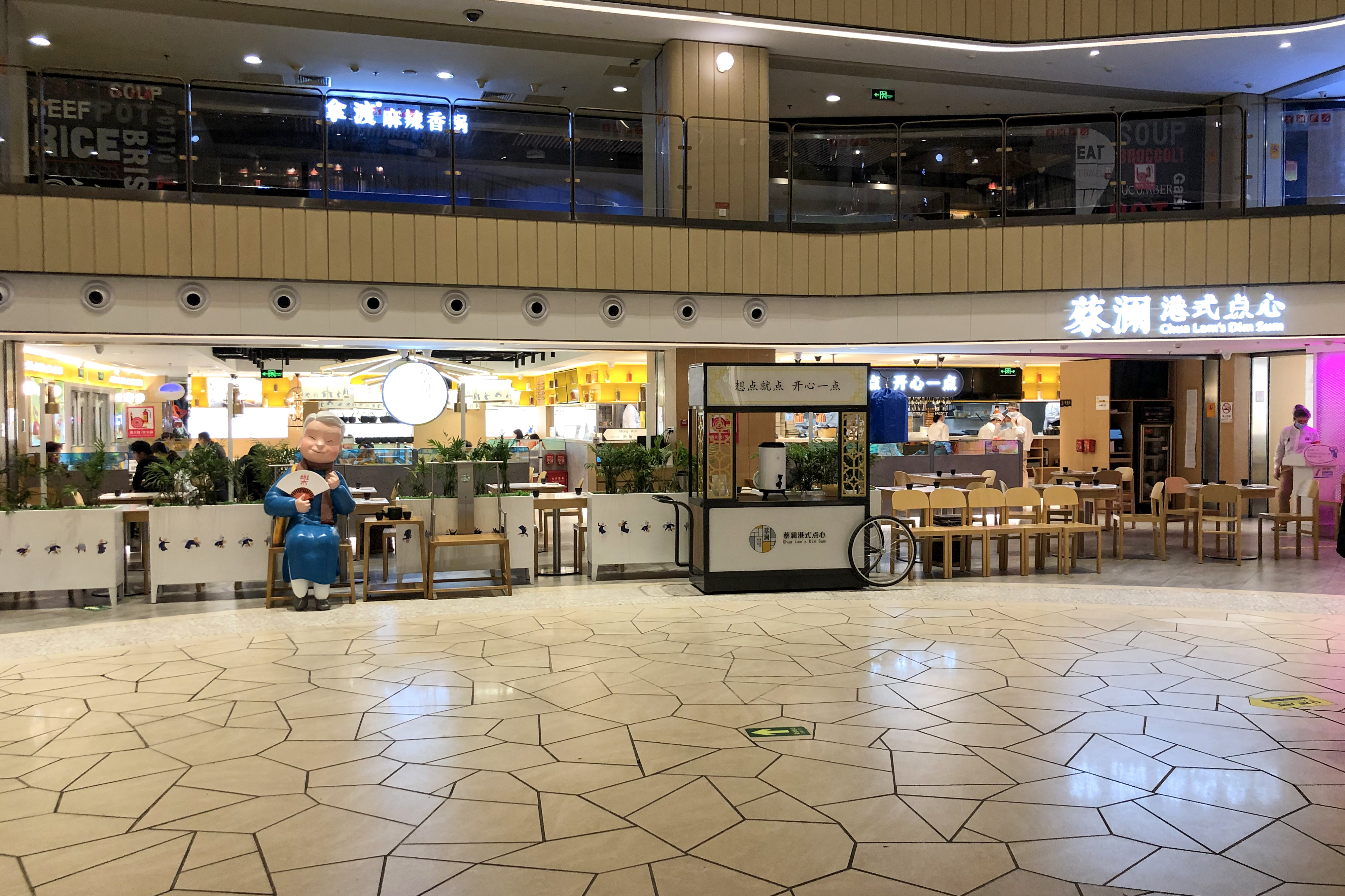
蔡澜港式点心在北京西单大悦城的分店

1990年代中，蔡瀾開始進軍飲食業，曾推出過「暴暴茶」、「暴暴飯焦」、「鹹魚醬」、「潮州辣椒油」和解酒用的「太白大醉飲」等食品，亦曾在香港參與開設食肆，包括「粗菜館」及「豬油撈飯」。近年在香港黃埔花園、澳門議事亭前地、深圳中信地鐵商場及廣州恆寶廣場開設蔡瀾美食坊，以及與中山市三鄉鎮的酒家「水鄉居」合作推出「蔡瀾月餅」。2005年成為澳門居民，取得澳門身份證。2006年，他宣佈於中環開辦「蔡瀾旅遊」旅行社和精品店「一樂也」。
喜歡飲食的他亦不時把不同地方的美食推廣至東南亞各地，2018年他把墨爾本的「勇記」越南牛肉粉帶到了香港中環，開設了蔡瀾河粉店「蔡瀾Pho」，另外，他亦於同年創立了「蔡瀾點心」，吸引諸多市民及遊客前往品嘗。截至2025年兩個品牌已有分店逾百，而蔡瀾相信即使他本人不在，也在其團隊亦能秉承他所主張「平、靚、正」的宗旨，以初心將品牌繼續傳承下去，讓大家都能分享到他喜歡的口味。
隨著網絡興起，蔡瀾亦於2020年開設了自己的YouTube頻道「蔡瀾花花世界」。2023年他為救妻子不慎跌倒，不幸摔碎股頸骨，並需要動手術，出入亦需以輪椅代步。2025年，年過83歲的他為自家品牌點心賣廣告，透過不同媒體積極拓展生意。

### 風流才子
蔡瀾曾於訪問中被問及有過多少女伴，他說：「一年一個不過份吧？」意謂有過很多女朋友，不過每一個他都真誠以待，而且亦曾表示娶妻以後就非常專一，再沒有交女朋友了。

## 逝世
2025年6月27日，蔡瀾家屬透過蔡瀾個人社交媒體公佈，蔡瀾已於6月25日在親友陪同下於香港養和醫院安詳離世，享壽83歲，死因為癌症及肺感染，其遺體已火化。為遵從蔡瀾遺願，以免叨擾親朋，蔡瀾家屬表示不會為蔡瀾舉辦任何悼念儀式。隨後其骨灰運回新加坡安置入龕。

### 各方反應
莆田餐饮集团创办人方志忠指蔡澜“做事‘极致认真’，无论承诺的事、约好的时间、服装，以及对待亲人和妻子，都非常认真和真诚，令人敬佩。‘蔡澜对美食和工作的极致认真，以及对人生的洒脱态度，影响了一整代华人。’”

## 軼事

### 才子称号

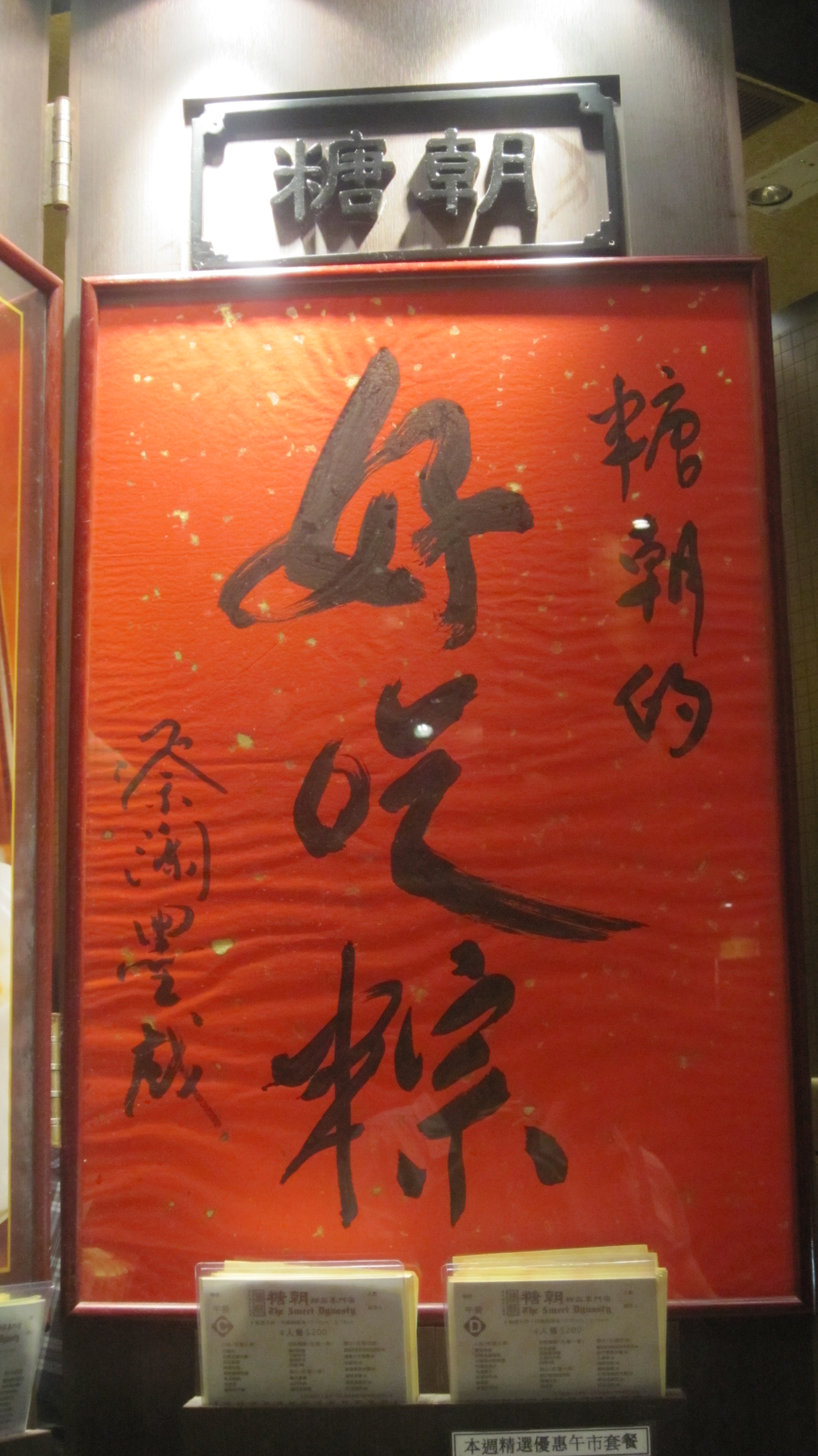
蔡瀾墨寶

蔡瀾曾表示，自己还不够格當“才子”，不要把自己加进去，“才子”二字，与其无缘。

### 辦順風桌
蔡瀾時常到台灣追尋辦桌美食，並能使用闽南语，甚至有一次借用別人婚宴，順便辦桌請客，「辦順風桌」。

### 林夕性取向
2017年4月，有網民在「微博問答」問蔡瀾：「蔡生你好，您、黃霑先生當年應該跟林夕很熟吧，你們是怎麼發現林夕不喜歡女生只喜歡男生的？有沒什麼小故事？你眼裏林夕是一個怎麼樣的人？能簡單評價下他嗎？謝謝」。不料蔡瀾認真的回答：「黃霑和他熟不熟不知道。林夕和倪震為好友，到倪家玩，倪匡兄見是個大好青年，問有無女友，要不要介紹一個？林夕回答：『不必了，倪叔叔，我是基的。』林夕極有才華。」

## 言論
2010年，蔡瀾接受新加坡電臺UFM 100.3節目《梭哈一整天》中林安娜的訪問，稱“新加坡獅城美食”有形無味，新加坡人“小氣”、“怕輸”、“不能接受批評”，“吉隆坡食物比新加坡好”，引起爭議和质疑。
2014年，蔡澜再批新加坡美食，称新加坡华人美食没有以前味道，甚至还指“獅城华人美食已不存在”。
2019年，蔡瀾在綜藝節目《天天向上》中被問：「如果你有特權讓世界上一道菜消失，你認為應該是哪一道菜？」，蔡瀾回答說：「讓火鍋消失吧」，並解釋因為火鍋沒有什麼文化，因為食物切好了就被扔進鍋裡。他的回答令全場嘉賓驚訝，亦引來網民爭議，因為之前他曾給網紅火鍋店做過代言並且親自題詞，亦於微博分享火鍋代言及到鄭州吃火鍋的經歷。

## 語錄
- 「我決定喺香港死。」[22]（我決定死在香港。）
- 「最好係唔知唔覺咁走，冇恐懼亦唔痛苦。」[22]
- 港式奶茶與雲吞麵「第二度地方搵唔到雲吞麵好似香港咁好食。」[22]
- “新加坡是太糟糕的国家，什么都要管。”[23]

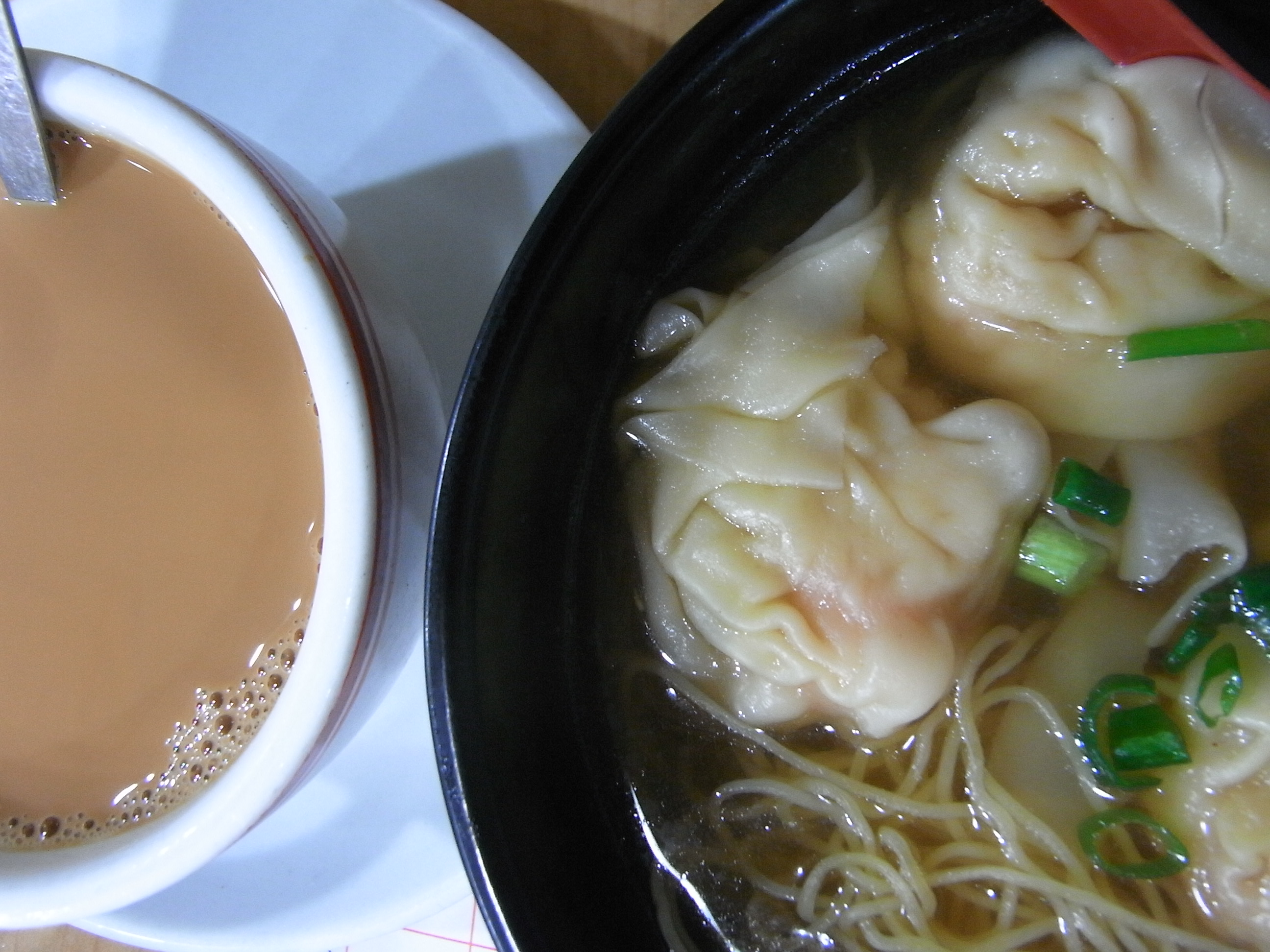
港式奶茶與雲吞麵

- “‘这辈子做的最对的事情就是留在香港’，因为这里有全世界最地道和丰盛的美食，吃喝终究是自己的事情。”[23]
- 「要走嘅人始終要走，你太掛住佢，就等於你捉住對方嘅靈魂，你唔放手，佢就唔會走，所以如果有親人、好友過身，可以想念，但係唔好過份。」[22]
- 「人走後便冇嘢㗎啦。」[24]
- 「交女朋友要練習，不是說馬上就交到的，怎麼練習呢？醜的照殺，殺久了以後你就成了專家，那漂亮的跟着來了。」[25]

## 書籍作品
| 年份   | 書名                                                                                      | 出版社       | ISBN                   |
| 1983年 | 《蔡瀾隨筆》                                                                              | 博益出版     | ISBN 962-17-0190-2     |
| 1985年 | 《蔡瀾的緣》                                                                              | 天地圖書     |                        |
| 1986年 | 《草草不工》                                                                              | 天地圖書     | ISBN 962-257-108-5     |
| 1986年 | 《蔡瀾談日本》                                                                            | 天地圖書     | ISBN 962-257-110-7     |
| 1987年 | 《葷笑話老頭》                                                                            | 藝文圖書     |                        |
| 1987年 | 《苦中作樂》                                                                              | 天地圖書     | ISBN 962-257-129-8     |
| 1987年 | 《蔡瀾續緣》                                                                              | 天地圖書     | ISBN 962-257-128-X     |
| 1987年 | 《海外情之一：西班牙》                                                                    | 天地圖書     | ISBN 962-257-138-7     |
| 1987年 | 《海外情之二：印度，泰國》                                                                | 天地圖書     | ISBN 962-257-139-5     |
| 1987年 | 《海外情之三：南斯拉夫》                                                                  | 天地圖書     | ISBN 962-257-140-9     |
| 1988年 | 《蔡瀾再談日本》                                                                          | 天地圖書     | ISBN 962-257-205-7     |
| 1988年 | 《忙裡偷閒》                                                                              | 天地圖書     | ISBN 962-257-203-0     |
| 1988年 | 《玩物養志》                                                                              | 天地圖書     | ISBN 962-257-262-6     |
| 1988年 | 《附庸風雅》                                                                              | 天地圖書     | ISBN 962-257-263-4     |
| 1988年 | 《海隅散記》                                                                              | 天地圖書     | ISBN 962-257-264-2     |
| 1988年 | 《不過爾爾》                                                                              | 天地圖書     | ISBN 962-257-204-9     |
| 1990年 | 《蔡瀾三談日本》                                                                          | 天地圖書     | ISBN 962-257-426-2     |
| 1990年 | 《無序之書》                                                                              | 天地圖書     | ISBN 962-257-427-0     |
| 1990年 | 《笑譚兩種》                                                                              | 新藝出版     |                        |
| 1990年 | 《蔡瀾教室2》                                                                             | 壹出版       | ISBN 962-577-494-7     |
| 1991年 | 《放浪形骸》                                                                              | 天地圖書     | ISBN 962-257-443-2     |
| 1991年 | 《蔡瀾談電影》                                                                            | 天地圖書     | ISBN 962-257-444-0     |
| 1991年 | 《吐金魚的人》                                                                            | 天地圖書     | ISBN 962-257-484-X     |
| 1992年 | 《蔡瀾說笑》                                                                              | 風雅館       |                        |
| 1993年 | 《一點相思》                                                                              | 天地圖書     | ISBN 962-257-614-1     |
| 1993年 | 《蔡瀾隨筆》                                                                              | 天地圖書     | ISBN 962-257-613-3     |
| 1993年 | 《一樂也》                                                                                | 壹出版       | ISBN 962-577-006-2     |
| 1993年 | 《未能食素》                                                                              | 壹出版       | ISBN 962-577-003-8     |
| 1994年 | 《覺後禪》                                                                                | 藝苑出版社   |                        |
| 1994年 | 《蔡瀾說笑》                                                                              | 壹出版       | ISBN 962-577-015-1     |
| 1995年 | 《二樂也》                                                                                | 壹出版       | ISBN 962-577-067-4     |
| 1995年 | 《又係未能食素》                                                                          | 壹出版       | ISBN 962-577-076-3     |
| 1996年 | 《不修邊幅》                                                                              | 天地圖書     | ISBN 962-257-866-7     |
| 1996年 | 《客窗閒話》                                                                              | 天地圖書     | ISBN 962-257-883-7     |
| 1996年 | 《三樂也》                                                                                | 壹出版       | ISBN 962-577-123-9     |
| 1996年 | 《四樂也》                                                                                | 壹出版       | ISBN 962-577-169-7     |
| 1996年 | 《再是未能食素》                                                                          | 壹出版       | ISBN 962-577-189-1     |
| 1997年 | Eating in Hong Kong 1997                                                                  | 星駿出版     | ISBN 962-8141-02-3     |
| 1997年 | 《十字街頭》                                                                              | 天地圖書     | ISBN 962-950-203-8     |
| 1997年 | 《霧裡看花》                                                                              | 天地圖書     | ISBN 962-950-204-6     |
| 1997年 | 《街頭巷尾》                                                                              | 天地圖書     | ISBN 962-950-249-6     |
| 1997年 | 《海外情之四：澳洲》                                                                      | 天地圖書     | ISBN 962-950-205-4     |
| 1997年 | 《五樂也》                                                                                | 壹出版       | ISBN 962-577-285-5     |
| 1997年 | 《東京遊》                                                                                | 皇冠出版社   | ISBN 962-451-494-1     |
| 1998年 | 《給亦舒的信》                                                                            | 天地圖書     | ISBN 962-257-776-8     |
| 1998年 | 《追蹤十三妹（上下）》                                                                    | 天地圖書     | ISBN 962-257-826-8     |
| 1998年 | 《夏天的鬼故事》                                                                          | 壹出版       | ISBN 962-577-332-0     |
| 1998年 | 《半日閒園》                                                                              | 天地圖書     | ISBN 962-950-295-X     |
| 1998年 | 《山窗小品》                                                                              | 天地圖書     | ISBN 962-950-250-X     |
| 1998年 | 《花開花落》                                                                              | 天地圖書     | ISBN 962-950-324-7     |
| 1998年 | 《六樂也》                                                                                | 壹出版       | ISBN 962-577-399-1     |
| 1998年 | 《肯定未能食素》                                                                          | 壹出版       | ISBN 962-577-358-4     |
| 1998年 | 《香港非常美食》                                                                          | 遠流出版     | ISBN 957-323-421-1     |
| 1999年 | 《給成年人的信》                                                                          | 天地圖書     | ISBN 962-950-685-8     |
| 1999年 | 《痴人說夢》                                                                              | 天地圖書     | ISBN 962-950-316-6     |
| 1999年 | 《狂又何妨》                                                                              | 天地圖書     | ISBN 962-950-317-4     |
| 1999年 | 《百思不解》                                                                              | 天地圖書     | ISBN 962-950-315-8     |
| 1999年 | 《七樂也》                                                                                | 壹出版       | ISBN 962-577-473-4     |
| 1999年 | 《給年輕人的信》                                                                          | 天地圖書     | ISBN 962-257-867-5     |
| 1999年 | 《蔡瀾教室1》                                                                             | 壹出版       | ISBN 962-577-484-X     |
| 1999年 | 《蔡瀾歎日本》                                                                            | 壹出版       | ISBN 962-577-483-1     |
| 1999年 | 《樂得未能食素》                                                                          | 壹出版       | ISBN 962-577-479-3     |
| 2000年 | 《絕對未能食素》                                                                          | 壹出版       | ISBN 962-577-499-8     |
| 2000年 | 《給年輕人的信二集》                                                                      | 天地圖書     | ISBN 962-950-272-0     |
| 2000年 | 《吶喊，彷徨》                                                                            | 天地圖書     | ISBN 962-993-064-1     |
| 2000年 | 《老瀾遊記》                                                                              | 天地圖書     | ISBN 962-993-066-8     |
| 2000年 | 《八樂也》                                                                                | 壹出版       | ISBN 962-577-493-9     |
| 2000年 | 《蔡瀾四談日本》                                                                          | 天地圖書     | ISBN 962-993-062-5     |
| 2001年 | 《蔡瀾五談日本》                                                                          | 天地圖書     | ISBN 962-993-063-3     |
| 2001年 | 《給年輕人的信三集》                                                                      | 天地圖書     | ISBN 962-950-296-8     |
| 2001年 | 《九樂也》                                                                                | 壹出版       | ISBN 962-577-519-6     |
| 2001年 | 《醉鄉漫步》                                                                              | 天地圖書     | ISBN 962-993-065-X     |
| 2001年 | 《撫今追昔》                                                                              | 天地圖書     | ISBN 962-993-293-8     |
| 2001年 | 《老瀾遊記二集》                                                                          | 天地圖書     | ISBN 962-993-067-6     |
| 2001年 | 《繡花枕頭》                                                                              | 天地圖書     | ISBN 962-993-648-8     |
| 2001年 | 《蔡瀾歎世界》                                                                            | 壹出版       | ISBN 962-577-504-8     |
| 2002年 | 《老瀾遊記三集》                                                                          | 天地圖書     | ISBN 962-993-712-3     |
| 2002年 | 《十樂也》                                                                                | 天地圖書     | ISBN 962-993-683-6     |
| 2002年 | 《秋雨悟桐》                                                                              | 天地圖書     | ISBN 962-993-738-7     |
| 2002年 | 《蔡瀾六談日本》                                                                          | 天地圖書     | ISBN 962-993-780-8     |
| 2003年 | 《老瀾遊記四集》                                                                          | 天地圖書     | ISBN 988-201-485-2     |
| 2003年 | 《虛無恬澹》                                                                              | 天地圖書     | ISBN 962-993-739-5     |
| 2003年 | 《抱樸含真》                                                                              | 天地圖書     | ISBN 962-993-740-9     |
| 2003年 | 《夢裡奔波》                                                                              | 天地圖書     | ISBN 988-201-486-0     |
| 2003年 | 《前塵往事》                                                                              | 天地圖書     | ISBN 988-201-487-9     |
| 2003年 | 《一趣也》                                                                                | 天地圖書     | ISBN 988-201-488-7     |
| 2003年 | 《二趣也》                                                                                | 天地圖書     | ISBN 988-201-489-5     |
| 2004年 | 《老瀾遊記五集》                                                                          | 天地圖書     | ISBN 988-201-872-6     |
| 2004年 | 《笑話和趣事》                                                                            | 天地圖書     | ISBN 988-201-871-8     |
| 2004年 | 《三趣也》                                                                                | 天地圖書     | ISBN 988-201-868-8     |
| 2005年 | 《蔡瀾七談日本》                                                                          | 天地圖書     | ISBN 988-211-133-5     |
| 2005年 | 《病中記趣》                                                                              | 天地圖書     | ISBN 988-211-134-3     |
| 2005年 | 《四位老友》                                                                              | 天地圖書     | ISBN 988-211-196-3     |
| 2005年 | 《雨後斜陽》                                                                              | 天地圖書     | ISBN 988-211-501-2     |
| 2005年 | 《四趣也》                                                                                | 天地圖書     | ISBN 988-211-191-2     |
| 2005年 | 《蔡瀾的鬼故事（上）》                                                                    | 天地圖書     | ISBN 988-211-174-2     |
| 2005年 | 《蔡瀾的鬼故事（下）》                                                                    | 天地圖書     | ISBN 988-211-175-0     |
| 2005年 | 《蔡瀾食典》                                                                              | 天地圖書     | ISBN 988-211-176-9     |
| 2005年 | 《蔡瀾100精選》                                                                           | 八方企業公司 | ISBN 981-41393-3-5     |
| 2006年 | 《蔡瀾八談日本》                                                                          | 天地圖書     | ISBN 988-211-560-8     |
| 2006年 | 《老瀾遊記六集》                                                                          | 天地圖書     | ISBN 988-211-561-6     |
| 2006年 | 《松下對弈》                                                                              | 天地圖書     | ISBN 988-211-511-X     |
| 2006年 | 《淺斟低唱》                                                                              | 天地圖書     | ISBN 988-211-512-8     |
| 2006年 | 《撫琴按蕭》                                                                              | 天地圖書     | ISBN 988-211-552-7     |
| 2006年 | 《掃雪烹茶》                                                                              | 天地圖書     | ISBN 988-211-555-1     |
| 2006年 | 《五趣也》                                                                                | 天地圖書     | ISBN 988-211-550-0     |
| 2006年 | 《六趣也》                                                                                | 天地圖書     | ISBN 988-211-551-9     |
| 2006年 | 《老友寫老友（上）》                                                                      | 天地圖書     | ISBN 988-211-577-2     |
| 2006年 | 《老友寫老友（下）》                                                                      | 天地圖書     | ISBN 988-211-578-0     |
| 2007年 | 《小雨移花》                                                                              | 天地圖書     | ISBN 978-988-211-679-5 |
| 2007年 | 《七趣也》                                                                                | 天地圖書     | ISBN 978-988-211-654-2 |
| 2007年 | 《蔡瀾食典後篇》                                                                          | 天地圖書     | ISBN 978-988-211-652-8 |
| 2007年 | 《蔡瀾的生活方式》                                                                        | 天地圖書     | ISBN 988-211-627-2     |
| 2008年 | 《老瀾遊記七集》                                                                          | 天地圖書     | ISBN 978-988-211-796-9 |
| 2008年 | 《老瀾遊記八集》                                                                          | 天地圖書     | ISBN 978-988-211-942-0 |
| 2008年 | 《蔡瀾的生活方式(II)》                                                                    | 天地圖書     | ISBN 978-988-211-653-5 |
| 2008年 | 《蔡瀾常去食肆150間》                                                                     | 皇冠出版社   | ISBN 978-988-216-067-5 |
| 2008年 | 《蔡瀾逛菜欄》                                                                            | 皇冠出版社   | ISBN 978-988-216-066-8 |
| 2010年 | 《蔡瀾潮晒日本》                                                                          | 天地圖書     | ISBN 978-988-219-349-9 |
| 2012年 | 《蔡瀾潮晒台灣》                                                                          | 天地圖書     | ISBN 978-988-219-478-6 |
| 2017年 | 《只恐夜深花睡去》                                                                        | 天地圖書     | ISBN 978-988-825-801-7 |
| 2018年 | 《雙鬢斑斑不悔今生狂妄》                                                                  | 天地圖書     | ISBN 978-988-825-833-8 |
| 2018年 | 《欲上青天攬明月》                                                                        | 天地圖書     | ISBN 978-988-825-894-9 |
| 2018年 | 《管他的呢，我決定活得有趣：蔡瀾的瀟灑寫意人生》                                          | 高寶書版     | ISBN 978-986-361-484-5 |
| 2019年 | 《還我青春火樣紅》                                                                        | 天地圖書     | ISBN 978-988-854-737-1 |
| 2019年 | 《仰天大笑出門去》                                                                        | 天地圖書     | ISBN 978-988-854-803-3 |
| 2019年 | 《倪匡．蔡瀾看亦舒小說》                                                                  | 天地圖書     | ISBN 978-988-854-795-1 |
| 2020年 | 《每逢暮雨倍思卿》                                                                        | 天地圖書     | ISBN 978-988-854-860-6 |
| 2020年 | 《與爾同銷萬古愁》                                                                        | 天地圖書     | ISBN 978-988-854-915-3 |
| 2020年 | 《我喜歡人生快活的樣子》                                                                  | 高寶書版     | ISBN 978-986-361-892-8 |
| 2021年 | 《人生大多是小事，沒有什麼了不起》                                                        | 高寶書版     | ISBN 978-986-506-165-4 |
| 2021年 | 《在邵逸夫身邊的那些年》                                                                  | 天地圖書     | ISBN 978-988-854-996-2 |
| 2021年 | Tales of a Hong Kong Dandy                                                                | 天地圖書     | ISBN 978-988-854-963-4 |
| 2022年 | 《蔡瀾輕鬆語錄》                                                                          | 天地圖書     | ISBN 978-988-855-013-5 |
| 2022年 | 《明朝散髮弄扁舟》                                                                        | 天地圖書     | ISBN 978-988-855-035-7 |
| 2022年 | 《人生真的很好玩：是我玩這個世界，不是這個世界玩我》                                      | 高寶書版     | ISBN 978-986-506-388-7 |
| 2023年 | 《過好這一生》                                                                            | 高寶書版     | ISBN 978-986-506-741-0 |
| 2023年 | 《蔡瀾花花世界──香港美食篇》                                                              | 天地圖書     | ISBN 978-988-855-057-9 |
| 2023年 | 《蔡瀾的日記》                                                                            | 天地圖書     | ISBN 978-988-855-087-6 |
| 2023年 | 《老友寫老友（增修版）（上、下冊）》 （重編《老友寫老友》、《倪匡閒話》和有關倪匡的文章） | 天地圖書     | ISBN 978-988-855-119-4 |
| 2024年 | 《今天也要好好吃飯》                                                                      | 崧燁文化     | ISBN 978-626-394-261-5 |
| 2024年 | 《蔡瀾花花世界×日記》                                                                     | 天地圖書     | ISBN 978-988-855-142-2 |
| 2025年 | 《蔡瀾活過》                                                                              | 天地圖書     | ISBN 978-988-855-165-1 |

### 蔡瀾選集
| 集數 | 書名         | 出版社   | ISBN                   |
| 壹   | 《生活智慧》 | 天地圖書 | ISBN 978-988-854-720-3 |
| 貳   | 《男歡女愛》 | 天地圖書 | ISBN 978-988-854-721-0 |
| 叁   | 《師友奇人》 | 天地圖書 | ISBN 978-988-854-722-7 |
| 肆   | 《天下美食》 | 天地圖書 | ISBN 978-988-854-723-4 |
| 伍   | 《食材攻略》 | 天地圖書 | ISBN 978-988-854-724-1 |
| 陸   | 《影視世界》 | 天地圖書 | ISBN 978-988-854-725-8 |
| 柒   | 《老又如何》 | 天地圖書 | ISBN 978-988-854-726-5 |
| 捌   | 《夫子自道》 | 天地圖書 | ISBN 978-988-854-727-2 |
| 玖   | 《鬼話連篇》 | 天地圖書 | ISBN 978-988-854-728-9 |
| 拾   | 《真係笑話》 | 天地圖書 | ISBN 978-988-854-729-6 |
| 拾壹 | 《覓食中華》 | 天地圖書 | ISBN 978-988-854-864-4 |
| 拾貳 | 《品味日韓》 | 天地圖書 | ISBN 978-988-854-865-1 |
| 拾叁 | 《環球之旅》 | 天地圖書 | ISBN 978-988-854-866-8 |
| 拾肆 | 《南洋遊蹤》 | 天地圖書 | ISBN 978-988-854-867-5 |

## 曾參與電視或網絡節目
| 年份        | 名稱                | 職務 |
| 1989年      | 今夜不設防          | 主持 |
| 1997年      | 蔡瀾人生真好玩      | 主持 |
| 1998-1999年 | 蔡瀾嘆世界          | 主持 |
| 1998年      | 蔡瀾遨遊舊金山      | 主持 |
| 1998年      | 蔡瀾遨遊伊斯坦堡    | 主持 |
| 2007年      | 蔡瀾逛菜欄          | 主持 |
| 2007年      | 拾年（第1集）       | 嘉賓 |
| 2008年      | 蔡瀾歎名菜          | 主持 |
| 2009年      | 志雲飯局（第116集） | 嘉賓 |
| 2009年      | 蔡瀾品味            | 主持 |
| 2011年      | 蔡瀾亞洲一樂也      | 主持 |
| 2013年      | 亂噏24              | 主持 |
| 2019年      | 我们的师父          | 嘉賓 |

## 影視媒體形象
- 《香港亂噏》：2009年政治戲仿節目，由盧海鵬扮演菜欄，模仿蔡瀾。
- 《牛仔返嚟喇！》：2025年動畫短片，蔡瀾以動畫角色形象出現於短片中。